# AK8
AK8 (англ. Adenylate kinase 8) – білок, який кодується однойменним геном, розташованим у людей на 9-й хромосомі. Довжина поліпептидного ланцюга білка становить 479 амінокислот, а молекулярна маса — 54 926.
| 10         |  | 20         |  | 30         |  | 40         |  | 50         |
| ---------- |  | ---------- |  | ---------- |  | ---------- |  | ---------- |
| MDATIAPHRI |  | PPEMPQYGEE |  | NHIFELMQNM |  | LEQLLIHQPE |  | DPIPFMIQHL |
| HRDNDNVPRI |  | VILGPPASGK |  | TTIAMWLCKH |  | LNSSLLTLEN |  | LILNEFSYTA |
| TEARRLYLQR |  | KTVPSALLVQ |  | LIQERLAEED |  | CIKQGWILDG |  | IPETREQALR |
| IQTLGITPRH |  | VIVLSAPDTV |  | LIERNLGKRI |  | DPQTGEIYHT |  | TFDWPPESEI |
| QNRLMVPEDI |  | SELETAQKLL |  | EYHRNIVRVI |  | PSYPKILKVI |  | SADQPCVDVF |
| YQALTYVQSN |  | HRTNAPFTPR |  | VLLLGPVGSG |  | KSLQAALLAQ |  | KYRLVNVCCG |
| QLLKEAVADR |  | TTFGELIQPF |  | FEKEMAVPDS |  | LLMKVLSQRL |  | DQQDCIQKGW |
| VLHGVPRDLD |  | QAHLLNRLGY |  | NPNRVFFLNV |  | PFDSIMERLT |  | LRRIDPVTGE |
| RYHLMYKPPP |  | TMEIQARLLQ |  | NPKDAEEQVK |  | LKMDLFYRNS |  | ADLEQLYGSA |
| ITLNGDQDPY |  | TVFEYIESGI |  | INPLPKKIP  |  |            |  |            |

A: Аланін

C: Цистеїн

D: Аспарагінова кислота

E: Глутамінова кислота

F: Фенілаланін

G: Гліцин

H: Гістидин

I: Ізолейцин

K: Лізин

L: Лейцин

M: Метіонін

N: Аспарагін

P: Пролін

Q: Глутамін

R: Аргінін

S: Серин

T: Треонін

V: Валін

W: Триптофан

Кодований геном білок за функціями належить до трансфераз, кіназ. 
Задіяний у такому біологічному процесі, як альтернативний сплайсинг. 
Білок має сайт для зв'язування з АТФ, нуклеотидами. 
Локалізований у цитоплазмі.